# Tantrix
Tantrix é um jogo de mesa criado em 1988, por Mike McManaway, que combina estratégia, destreza espacial e alguma sorte. É composto por 56 peças hexagonais, as quais têm desenhadas linhas curvas e rectas de quatro cores possíveis: vermelho, azul, amarelo e verde. Estas linhas conectam dois lados do hexágono, pelo que cada peça tem três cores diferentes. O jogo é indicado para qualquer idade a partir de seis anos. Os jogadores aprendem a desenvolver o pensamento estratégico, a memória, habilidades espaciais, e a resolver problemas abstractos. 

## Resumo das regras
Cada jogador escolhe uma das cores, pelo que podem jogar de 2 a 4 jogadores. De seguida, cada um retira uma peça da bolsa, e começa aquele jogador que retirar a peça com maior número.
Cada jogador retira mais 5 peças, ficando com uma mão de seis peças e coloca-as de forma visível para todos.
O primeiro jogador joga uma peça, e o jogo prossegue na direcção dos ponteiros do relógio. 
Após cada peça jogada, é obrigatório retirar uma nova peça da bolsa para a substituir. As peças devem
ser colocadas de forma a que todas as cores coincidam nas arestas que se tocam.
Quando 3 peças rodeiam um espaço vazio, este chama-se "espaço forçado". Na sua vez, qualquer jogador que tenha 
uma peça que possa preencher esse espaço é obrigada a jogá-la, repetindo este processo até que não possa preencher
mais espaços forçados. Nessa altura, deve fazer a sua jogada livre, tocando pelo menos uma peça já jogada, e não deve
quebrar nenhuma das regras de restrição indicadas abaixo. Após a jogada livre, é novamente obrigatório preencher
todos os espaços forçados que existirem.
As 3 regras de restrição são:
1. Não se pode criar um espaço forçado em que a mesma cor apareça nas três faces que conduzem a ele.
2. Não se pode criar um espaço vazio rodeado de 4 peças.
3. Não se pode jogar ao longo de um lado tal que, ao preencher os espaços forçados, será criado um espaço vazio rodeado de 4 peças.

Após terminarem as peças na bolsa, estas regras de restrição já não se aplicam.
O objectivo do jogo é formar a linha mais longa da sua cor. Cada peça nessa linha conta um ponto, a menos que a linha seja fechada, caso
em que cada peça conta dois pontos. Somente a linha mais longa de cada cor conta para a pontuação final. Vence o jogador que, após se jogarem todas as peças, tiver mais pontos.